# Karl Staaf

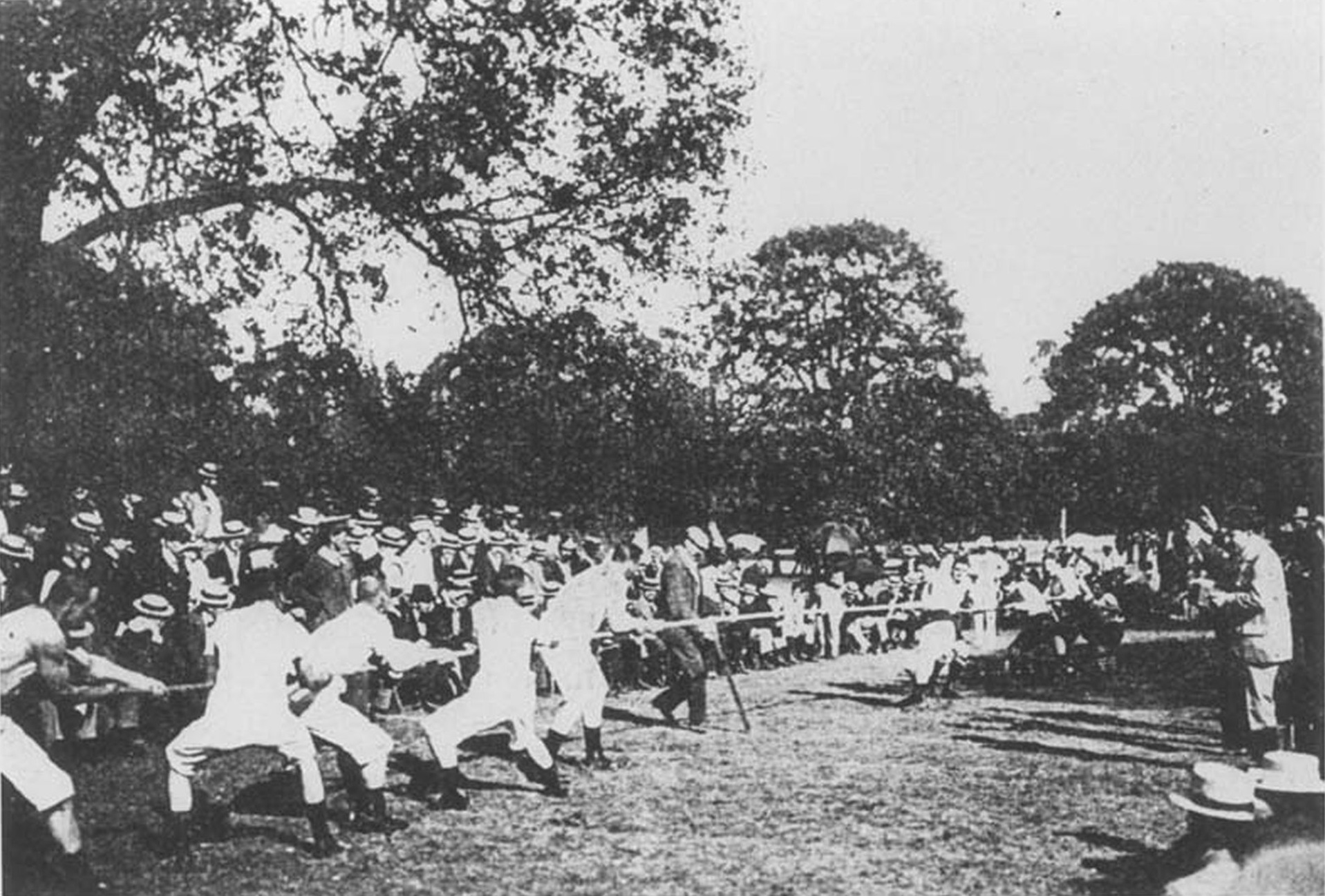

Karl Gustaf Vilhelm Staaf (Stoccolma, 6 aprile 1881 – Motala, 15 febbraio 1953) è stato un tiratore di fune, astista, triplista e discobolo svedese.

## Biografia
Ha partecipato ai giochi olimpici di Parigi del 1900, dove ha vinto, con la squadra mista danese/svedese, la medaglia d'oro nel tiro alla fune, sconfiggendo in finale i francesi del Racing Club de France per 2 a 0.
Nella stessa edizione ha partecipato alle gare di lancio del martello, classificandosi quinto, e di salto con l'asta, classificandosi settimo. Ha inoltre partecipato alle gare di salto triplo e di salto triplo da fermo.

## Palmarès
In carriera ha conseguito i seguenti risultati:
- Giochi olimpici

Parigi 1900: oro nel tiro alla fune.